# 霍坎·达尔比
霍坎·达尔比（瑞典語：Håkan Dahlby，1965年9月15日—），瑞典男子射击运动员。他曾代表瑞典参加2004年、2008年、2012年和2016年夏季奥林匹克运动会射击比赛，获得一枚银牌。